# Kornej Tsjoekovski

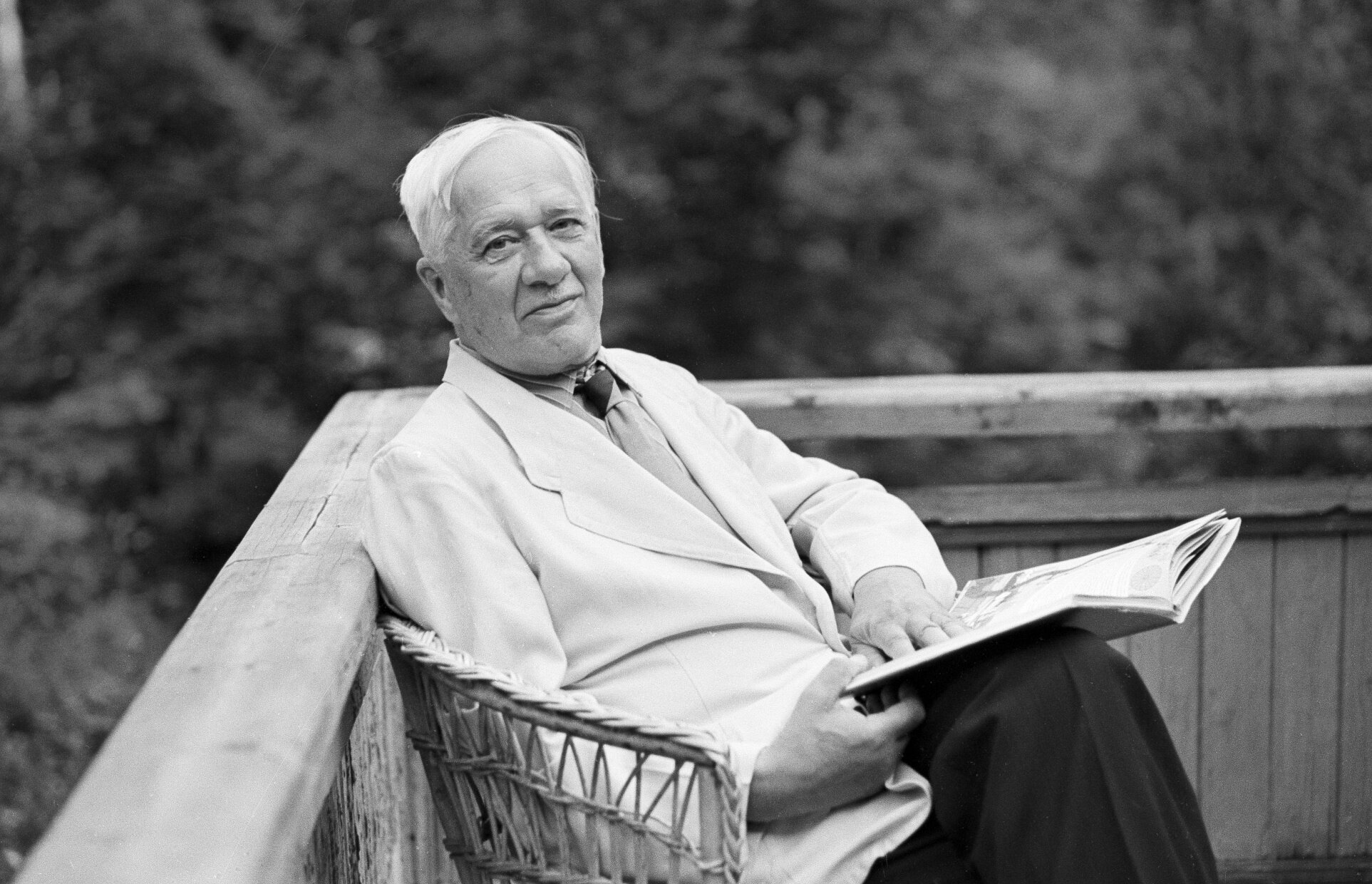
1958

Kornej Ivanovitsj Tsjoekovski (Russisch: Корней Иванович Чуковский) (Sint-Petersburg, 31 maart 1882 – Moskou, 28 oktober 1969) was een Russisch essayist, criticus en schrijver, vooral bekend van kinderboeken en kindergedichten.

## Leven en werk
Tsjoekovski werd geboren als buitenechtelijke zoon van de joodse koopman Emmanuel Lewenson en zijn huishoudster. Hij trok met zijn moeder naar Odessa, bezocht daar het gymnasium, maar kon zijn studie niet voortzetten vanwege zijn lage afkomst.
Tsjoekovski leerde zichzelf Engels en werd van 1903 tot 1905 correspondent te Londen voor de krant in Odessa. Terug in Rusland begon hij literatuur vanuit het Engels te vertalen, onder andere Walt Whitman. Hij kwam zo in contact met literaire kringen, onder andere met Aleksandr Blok. Tijdens een verblijf in Finland leerde hij Ilja Repin en Vladimir Korolenko kennen. Vanaf 1905 begon hij ook literaire kritieken, essays en satirische verzen te schrijven, onder meer voor de toonaangevende tijdschriften ‘Signaal’ en 'Weegschaal'. Vanwege enkele van deze publicaties werd hij in 1909 gearresteerd vanwege belediging van de Tsaar, maar uiteindelijk vrijgesproken.
Tsjoekovski wierp zich een groot deel van zijn leven op als belangrijkste herontdekker en pleitbezorger van het werk van Nikolaj Nekrasov (waarvoor hij een doctorstitel kreeg toegekend), en was ook diens biograaf (Het vakmanschap van Nekrassov, 1952).
In de Sovjettijd verwierf Tsjoekovski vooral populariteit met zijn kinderboeken en kinderverzen, waarvan Dokter Ajbolit, De gigantische voorn, De krokodil en Was ze schoon generaties lang tot de favorieten van Russische kinderen behoorden. Ook zijn observaties over de kindertaal trokken de aandacht (Van twee tot vijf, 1933).
Tsjoekovski verkreeg daarnaast veel bekendheid door zijn voortdurende steun aan schrijvers die vervolgd weren door het Sovjetregime, eerst heimelijk (hij schreef sympathieke portretten over verguisde schrijvers als Anna Achmatova en Michail Zosjtsjenko), na de ‘dooi’ ook openlijk. Hij was bijvoorbeeld de enige schrijver in de schrijversbond die Boris Pasternak in 1958 feliciteerde met de toekenning van de Nobelprijs voor de Literatuur.
Tsjoekovski is de vader van Lidija Tsjoekovskaja. Hij overleed in 1969 op 87-jarige leeftijd in Peredelkino, bij Moskou.

## Galerij

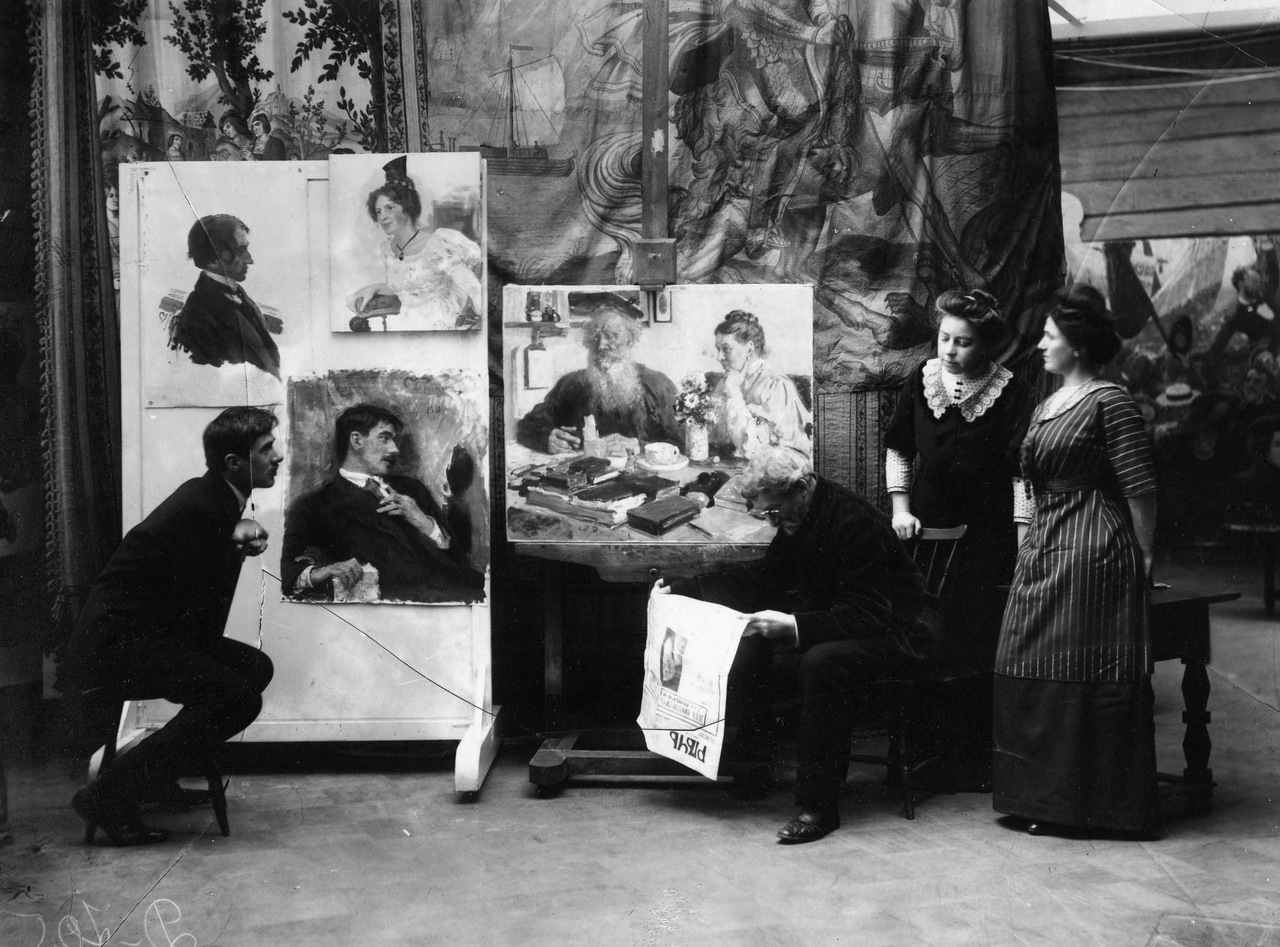
Repin krijgt bericht van Tolstojs dood i.a.v. Tsjoekovski, 1910.
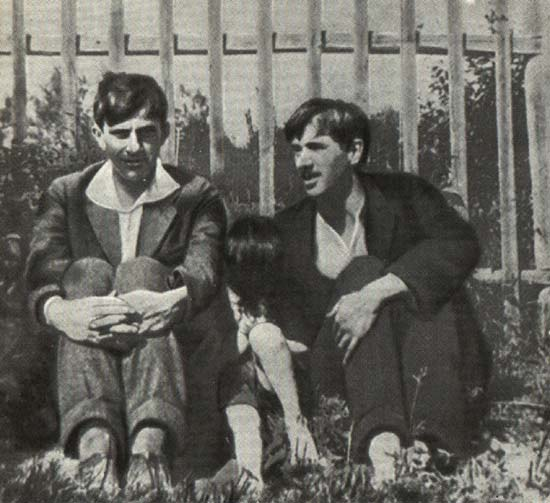
Majakovski, Tsjoekovski en zijn zoon Boris, 1915
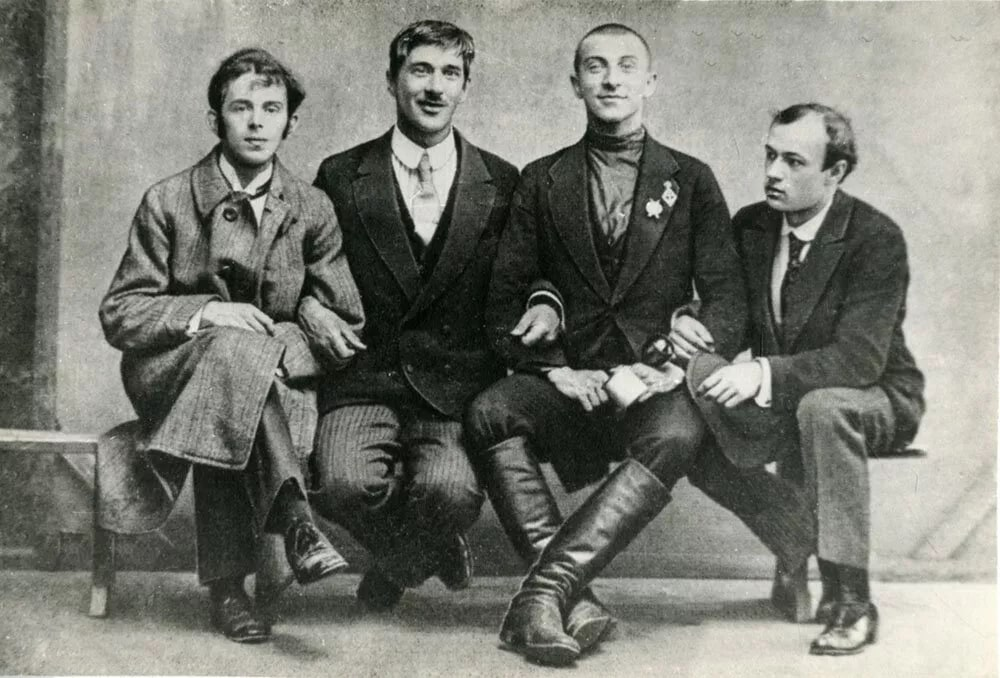
v.l.n.r. Mandelstam, Tsjoekovski, Livsjits, Annenkov. foto Karl Bulla.
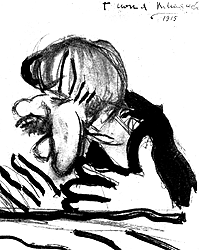
Tsjoekovski getekend door Majakovski, 1915